# Ichthyophis hypocyaneus
Ichthyophis hypocyaneus é uma espécie de anfíbio gimnofiono da família Ichthyophiidae. É endémica da ilha de Java, Indonésia. Durante muito tempo, era só conhecida na sua localidade-tipo em Banten, onde não há registos recentes da sua ocorrência. A partir do ano 2000, foi redescoberta primeiro em Pekalongan, e em 2007 nos arredores do Parque Nacional Gunung Gede Pangrango. A sua reprodução é ovípara com ovos terrestres e larvas aquáticas.